# Hugo Staehle
Johann Hugo Christoph Ludwig Herkules Staehle (Fulda, 21 giugno 1826 – Kassel, 29 marzo 1848) è stato un compositore tedesco.

## Biografia
A 15 anni si dedicò alla musica e presso Kassel fu allievo di Louis Spohr, il quale lo stimava molto, arrivando a dirigerne l'unica sinfonia e l'unica opera teatrale. Staehle morì d'infiammazione cerebrale a soli 21 anni.

## Composizioni
- Arria, opera teatrale (libretto di J. Hoffmeister; Kassel, 1847)
- Sinfonia in Do minore (1844)
- Ouverture in Mi minore
- Scherzo per 2 violini, 2 viole e violoncello
- Quartetto con pianoforte Op. 1 (1847)
- 6 Feuillets d'album per pianoforte Op. 3 (1847)
- 3 Scherzi per pianoforte Op. 4
- Salmo 24 per soli, coro e orchestra
- Salmo 130 per soli, coro e pianoforte
- Salmo 51 per 2 cori e organo
- 6 Lieder per voce acuta e pianoforte Op. 2 (1848)
- 6 Lieder per baritono e pianoforte Op. 6 (1848) [1]

## Incisioni discografiche
- Sinfonia in Do minore (Orchester des Staatstheaters Kassel diretta da Marc Piollet; prima incisione mondiale per Sterling, 2002) [2]